# Jean Ier Michel (évêque)
Pour les articles homonymes, voir Jean Ier.
Jean Ier Michel, né en 1387 à Beauvais, mort en 1447, est évêque d'Angers de 1439 à 1447.

## Biographie
Originaire de Beauvais et d'une famille de drapiers de Picardie, il devient conseiller de Louis II, roi titulaire de Naples, duc d'Anjou et comte de Provence. Il l'accompagne en Italie, où il entre dans le clergé et accumule des bénéfices ecclésiastiques en Provence et en Anjou. À la mort d'Hardouin de Bueil, il est élu évêque d'Angers. Ce siège est brigué par plusieurs prélats de haut rang, dont Guillaume d'Estouteville, qui en appelle au pape Eugène IV, mais Yolande d'Aragon, la veuve de Louis II, et le roi Charles VII de France le confirment sur son siège épiscopal. L'anné de son élection il est présent à la reconnaissance des reliques de Saint Eutrope à l'abbaye de la Trinité de Vendôme, voulu par son abbé Yves de Laffont, en présence de l'évêque de Sées et de nombreux autres abbés et clercs.
Il laisse une réputation de grande sainteté. Il est particulièrement soucieux de venir en aide aux victimes des guerres et des famines.

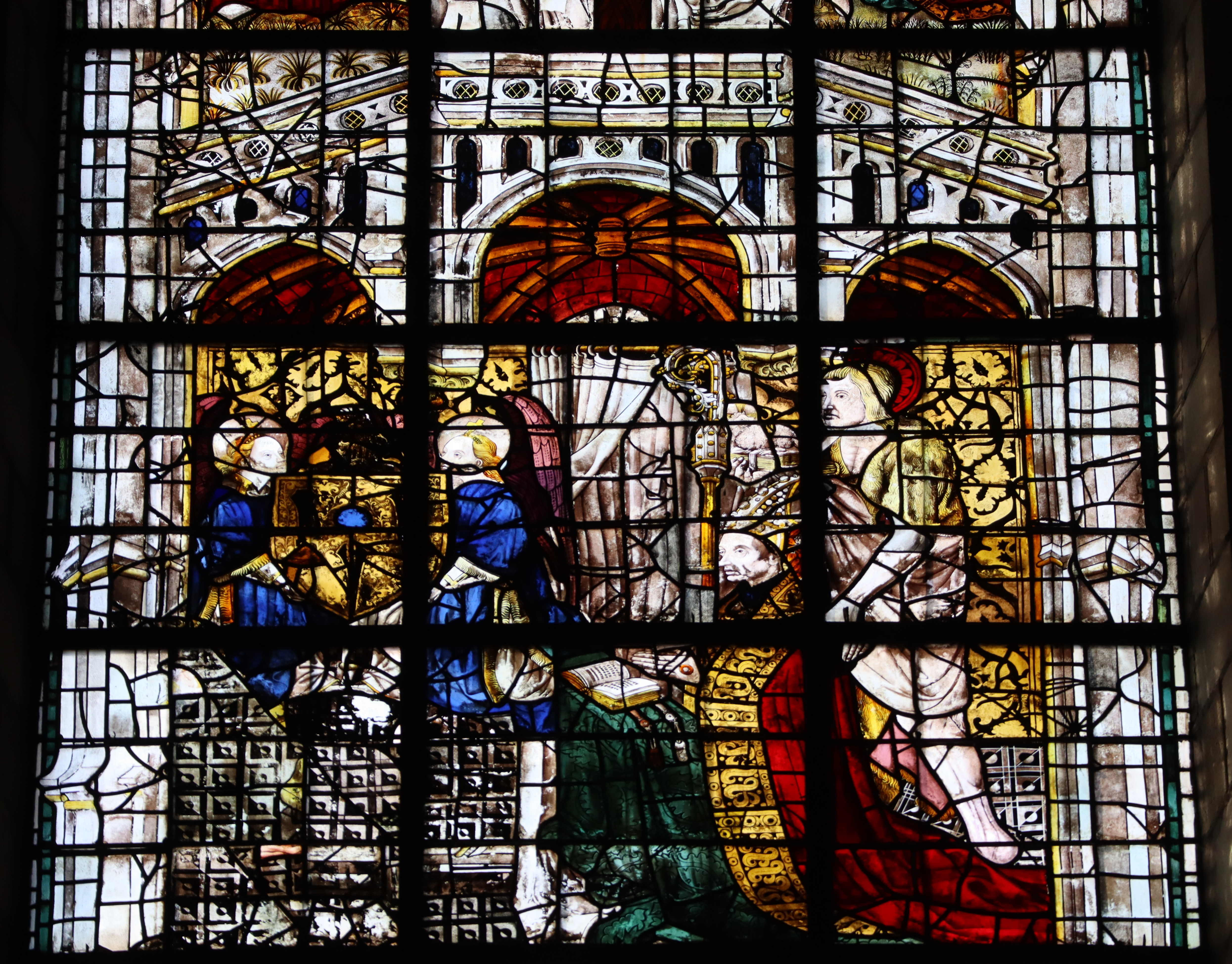
Cathédrale Saint-Maurice d'Angers : L'évêque Jean Michel présenté par Saint Jean-Baptiste.

## Sources
1. ↑  Isabelle Isnard, L'abbatiale de la Trinité de Vendôme, Presses universitaires de Rennes, 2007, Page 38

- Abregé de la vie, du culte et des miracles du Bienheureux Jean Michel, évêque d'Angers, 1739
- François Chamard, Les vies des saints personnages de l'Anjou. Volume 2, 1863